# Hemerocoetes monopterygius
Hemerocoetes monopterygius és una espècie de peix de la família dels percòfids i de l'ordre dels perciformes.

## Descripció
El cos fa 28 cm de llargària màxima i presenta 3-4 ratlles ataronjades amb els intersticis de color marró clar i amb una mica d'iridescència blavosa. La meitat distal de l'aleta dorsal té dues zones de color groguenc a verdós-groc al llarg dels radis, la meitat proximal 2-3 àrees ataronjades al llarg dels radis i la membrana interradial un to blavós força iridescent. Els radis de l'aleta anal són blavosos si són allunyats de la base i de color vermell fosc si hi són propers. Aletes pectorals amb una zona de color taronja a la zona ventral. Aletes pelvianes de taronja intens a vermell. Aleta caudal amb ratlles blaves i grogues i una vora ventral blanquinosa (tots els colors abans esmentats desapareixen si l'exemplar és conservat en alcohol). Els mascles madurs presenten el segon radi ramificat de l'aleta caudal allargat. Nombrosos porus molt petits agrupats irregularment sobre l'os nasal.

## Alimentació
El seu nivell tròfic és de 3.

## Hàbitat i distribució geogràfica
És un peix marí, demersal i de clima subtropical, el qual viu al Pacífic sud-occidental: és un endemisme de les aigües costaneres (entre 5 i 200 m de fondària) de fons sorrencs i fangosos de Nova Zelanda (l'illa del Nord, l'illa del Sud i les illes Chatham).

## Estat de conservació
Apareix a la Llista Vermella de la UICN a causa de la seua pesca incidental per part de les xarxes d'arrossegament de gambes, però és improbable que això constitueixi una greu amenaça per a aquesta espècie.

## Observacions
És inofensiu per als humans, la seua longevitat és de 3 anys i el seu índex de vulnerabilitat és de baix a moderat (33 de 100).